# Sonorarctia nundar
Sonorarctia nundar är en fjärilsart som beskrevs av Dyar 1907. Sonorarctia nundar ingår i släktet Sonorarctia och familjen björnspinnare. Inga underarter finns listade i Catalogue of Life.